# Équipe des Pays-Bas de football au Championnat d'Europe 1988
L'équipe des Pays-Bas de football participe à sa 3e phase finale de championnat d'Europe lors de l'édition 1988 qui se tient en Allemagne de l'Ouest du 10 juin 1988 au 25 juin 1988.
Les Néerlandais se classent deuxièmes du groupe 2 derrière l'URSS puis battent le pays-hôte en demi-finale avant de retrouver les Soviétiques en finale. Les Pays-Bas s'imposent 2-0 et sont sacrés champions d'Europe pour la première fois.
À titre individuel, cinq joueurs font partie de l'équipe-type du tournoi : Ruud Gullit, Ronald Koeman, Frank Rijkaard, Marco van Basten et Hans van Breukelen. Marco van Basten termine également meilleur buteur de l'Euro 1988 avec trois buts.

## Phase qualificative
La phase qualificative est composée de quatre groupes de cinq nations et trois groupes de quatre nations. Les sept vainqueurs de poule se qualifient pour l'Euro 1988 et ils accompagnent la RFA, qualifiée d'office en tant que pays organisateur. Les Pays-Bas remportent le groupe 5.
| Rang | Équipe   | Pts | J | G | N | P | Bp | Bc | Diff |  | Résultats (▼ dom., ► ext.) |     |     |     |     |     |
| ---- | -------- | --- | - | - | - | - | -- | -- | ---- |  | -------------------------- | --- | --- | --- | --- | --- |
| 1    | Pays-Bas | 14  | 8 | 6 | 2 | 0 | 15 | 1  | +14  |  | Pays-Bas                   |     | 1-1 | 2-0 | 0-0 | 4-0 |
| 2    | Grèce    | 9   | 8 | 4 | 1 | 3 | 12 | 13 | -1   |  | Grèce                      | 0-3 |     | 2-1 | 1-0 | 3-1 |
| 3    | Hongrie  | 8   | 8 | 4 | 0 | 4 | 13 | 11 | +2   |  | Hongrie                    | 0-1 | 3-0 |     | 5-3 | 1-0 |
| 4    | Pologne  | 8   | 8 | 3 | 2 | 3 | 9  | 11 | -2   |  | Pologne                    | 0-2 | 2-1 | 3-2 |     | 0-0 |
| 5    | Chypre   | 1   | 8 | 0 | 1 | 7 | 3  | 16 | -13  |  | Chypre                     | 0-2 | 2-4 | 0-1 | 0-1 |     |

## Phase finale

### Premier tour
| Groupe 2 |                      |     |   |   |   |   |    |    |      |
|          | Équipe               | Pts | J | G | N | P | BP | BC | Diff |
| 1        | Union soviétique     | 5   | 3 | 2 | 1 | 0 | 5  | 2  | +3   |
| 2        | Pays-Bas             | 4   | 3 | 2 | 0 | 1 | 4  | 2  | +2   |
| 3        | République d'Irlande | 3   | 3 | 1 | 1 | 1 | 2  | 2  | 0    |
| 4        | Angleterre           | 0   | 3 | 0 | 0 | 3 | 2  | 7  | -5   |

| 12 juin | Angleterre           | 0 | 1 | République d'Irlande |
| 12 juin | Pays-Bas             | 0 | 1 | Union soviétique     |
| 15 juin | Angleterre           | 1 | 3 | Pays-Bas             |
| 15 juin | République d'Irlande | 1 | 1 | Union soviétique     |
| 18 juin | Angleterre           | 1 | 3 | Union soviétique     |
| 18 juin | République d'Irlande | 0 | 1 | Pays-Bas             |

| 12 juin 1988                      | Pays-Bas  | 0 – 1 | Union soviétique | Müngersdorferstadion, Cologne                 |                                               |
| 20:15 · Historique des rencontres |           |       | Rats 52e         | Spectateurs : 60 000 Arbitrage : Dieter Pauly | Spectateurs : 60 000 Arbitrage : Dieter Pauly |
| 20:15 · Historique des rencontres | (Rapport) |       |                  | Spectateurs : 60 000 Arbitrage : Dieter Pauly | Spectateurs : 60 000 Arbitrage : Dieter Pauly |

| 15 juin 1988                      | Angleterre | 1 - 3 | Pays-Bas                 | Rheinstadion, Düsseldorf                       |                                                |
| 17:15 · Historique des rencontres | Robson 53e |       | Van Basten 44e, 71e, 75e | Spectateurs : 63 940 Arbitrage : Paolo Casarin | Spectateurs : 63 940 Arbitrage : Paolo Casarin |
| 17:15 · Historique des rencontres | (Rapport)  |       |                          | Spectateurs : 63 940 Arbitrage : Paolo Casarin | Spectateurs : 63 940 Arbitrage : Paolo Casarin |

| 18 juin 1988                      | République d'Irlande | 0 – 1 | Pays-Bas  | Parkstadion, Gelsenkirchen                       |                                                  |
| 15:30 · Historique des rencontres |                      |       | Kieft 82e | Spectateurs : 70 800 Arbitrage : Horst Brummeier | Spectateurs : 70 800 Arbitrage : Horst Brummeier |
| 15:30 · Historique des rencontres | (Rapport)            |       |           | Spectateurs : 70 800 Arbitrage : Horst Brummeier | Spectateurs : 70 800 Arbitrage : Horst Brummeier |

### Demi-finale
| Entraîneur :  |
| F.Beckenbauer |

| Entraîneur : |
| R.Michels    |

| Entraîneur :  |
| F.Beckenbauer |

| Entraîneur : |
| R.Michels    |

### Finale
| Titulaires : |  |
| |  |
| 1 Hans van Breukelen 2 Adrie van Tiggelen 4 Ronald Koeman 6 Berry van Aerle 7 Gerald Vanenburg 8 Arnold Mühren 10 Ruud Gullit 12 Marco van Basten 13 Erwin Koeman 17 Frank Rijkaard 20 Jan Wouters |  |
| Entraîneur : |  |
| Rinus Michels |  |

| Titulaires : |  |
| |  |
| 1 Rinat Dasaev · 3 Vagiz Khidyatulline · 5 Anatoli Demyanenko · 6 Vasili Rats · 7 Sergueï Aleinikov · 8 Guennadi Litovtchenko · 9 Aleksandr Zavarov · 10 Oleg Protasov 45e · 11 Igor Belanov · 15 Alexeï Mikhaïlitchenko · 18 Sergei Gotsmanov 68e · |  |
| Remplaçants : |  |
| 20 Victor Pasulko 45e · 19 Sergueï Baltacha 68e · |  |
| Entraîneur : |  |
| Valeri Lobanovski |  |

| Titulaires : |  |
| |  |
| 1 Hans van Breukelen 2 Adrie van Tiggelen 4 Ronald Koeman 6 Berry van Aerle 7 Gerald Vanenburg 8 Arnold Mühren 10 Ruud Gullit 12 Marco van Basten 13 Erwin Koeman 17 Frank Rijkaard 20 Jan Wouters |  |
| Entraîneur : |  |
| Rinus Michels |  |

| Titulaires : |  |
| |  |
| 1 Rinat Dasaev · 3 Vagiz Khidyatulline · 5 Anatoli Demyanenko · 6 Vasili Rats · 7 Sergueï Aleinikov · 8 Guennadi Litovtchenko · 9 Aleksandr Zavarov · 10 Oleg Protasov 45e · 11 Igor Belanov · 15 Alexeï Mikhaïlitchenko · 18 Sergei Gotsmanov 68e · |  |
| Remplaçants : |  |
| 20 Victor Pasulko 45e · 19 Sergueï Baltacha 68e · |  |
| Entraîneur : |  |
| Valeri Lobanovski |  |

## Effectif
Sélectionneur : Rinus Michels
| No. | Pos.      | Joueur             | Date de naissance et âge | Sélec. | Club                |
| --- | --------- | ------------------ | ------------------------ | ------ | ------------------- |
| 1   | Gardien   | Hans van Breukelen | 4 octobre 1956           | 35     | PSV Eindhoven       |
| 2   | Défenseur | Adrie van Tiggelen | 16 juin 1957             | 24     | RSC Anderlecht      |
| 3   | Défenseur | Sjaak Troost       | 28 août 1959             | 3      | Feyenoord Rotterdam |
| 4   | Défenseur | Ronald Koeman      | 21 mars 1963             | 23     | PSV Eindhoven       |
| 5   | Milieu    | Aron Winter        | 1er mars 1967            | 6      | Ajax Amsterdam      |
| 6   | Défenseur | Berry van Aerle    | 8 décembre 1962          | 6      | PSV Eindhoven       |
| 7   | Milieu    | Gerald Vanenburg   | 5 mars 1964              | 22     | PSV Eindhoven       |
| 8   | Milieu    | Arnold Mühren      | 2 mai 1951               | 18     | Ajax Amsterdam      |
| 9   | Attaquant | John Bosman        | 1er février 1965         | 12     | Ajax Amsterdam      |
| 10  | Milieu    | Ruud Gullit        | 1er septembre 1962       | 34     | AC Milan            |
| 11  | Milieu    | John van 't Schip  | 30 décembre 1963         | 16     | Ajax Amsterdam      |
| 12  | Attaquant | Marco van Basten   | 31 octobre 1964          | 19     | AC Milan            |
| 13  | Milieu    | Erwin Koeman       | 20 septembre 1961        | 10     | FC Malines          |
| 14  | Attaquant | Wim Kieft          | 12 novembre 1962         | 15     | PSV Eindhoven       |
| 15  | Défenseur | Wim Koevermans     | 28 juin 1960             | 1      | Fortuna Sittard     |
| 16  | Gardien   | Joop Hiele         | 25 décembre 1958         | 4      | Feyenoord Rotterdam |
| 17  | Milieu    | Frank Rijkaard     | 30 septembre 1962        | 26     | Real Saragosse      |
| 18  | Défenseur | Wilbert Suvrijn    | 26 octobre 1962          | 6      | Roda JC             |
| 19  | Milieu    | Hendrie Krüzen     | 24 novembre 1964         | 3      | FC Den Bosch        |
| 20  | Milieu    | Jan Wouters        | 17 juillet 1960          | 14     | Ajax Amsterdam      |